# Wojciech Cegielski
Wojciech Cegielski (ur. 1977 w Bielsku-Białej) – polski dziennikarz i korespondent zagraniczny i wojenny Polskiego Radia, specjalizuje się w tematyce bliskowschodniej oraz w tematyce związanej z USA i NATO.

## Życiorys
Studiował polonistykę na Uniwersytecie Jagiellońskim w Krakowie. Ma na koncie także kursy dziennikarskie na Uniwersytecie Karoliny Północnej. W latach 1997–99 pracował w krakowskim radiu RAK (obecnie Radiofonia – Akademickie Radio Społeczne). Przez 6 lat związany z Polskim Radiem Kraków, od 2005 r. pracuje w Informacyjnej Agencji Radiowej Polskiego Radia w Warszawie. Współpracuje z Polsat News, TVN24 Biznes i Świat i TVP Info. Publikował w amerykańskim The Washington Post i izraelskim Ha-Arec. Wykładowca SWPS Uniwersytetu Spolecznohumanistycznego we Wrocławiu.
Wielokrotny korespondent Polskiego Radia w Iraku (2005−2006 oraz 2008 r.) w Afganistanie (2006–2011 r.). Relacjonował m.in. arabską wiosnę w Tunezji i w Libii, izraelsko-palestyński konflikt w Strefie Gazy w 2012, rewolucję w Egipcie w latach 2012–2014, wojnę domową w Syrii z sąsiedniego Libanu, także ogarniętego konfliktem wewnętrznym, śmierć i pogrzeb Ariela Szarona w Izraelu, a w lipcu 2014 był jedynym polskim dziennikarzem, który wjechał do Strefy Gazy i relacjonował stamtąd wojnę Izraela z Hamasem. Ma na swoim koncie również liczne korespondencje z Autonomii Palestyńskiej, Jordanii, Indii i Pakistanu.
W październiku 2007 r. przeprowadził wywiad z mułłą Husseinem Gulla, jednym z dowódców talibów w prowincji Helmand w Afganistanie. W maju 2012 przeprowadził wywiad z przywódczynią birmańskiej opozycji Aung San Suu Kyi. Jest także autorem wywiadów m.in. z więzionym w Egipcie dziennikarzem stacji Al-Jazeera Peterem Greste oraz Garim Kasparowem.
Relacjonował również pomarańczową rewolucję na Ukrainie (2004 r.), ogłoszenie niepodległości przez Kosowo, a także późniejsze wydarzenia na Bałkanach i konflikt zbrojny pomiędzy Gruzją i Rosją (2008 r.). Był specjalnym wysłannikiem Polskiego Radia na czas kampanii wyborczej i wyborów prezydenckich w Stanach Zjednoczonych w 2008, do Kongresu USA w 2010, kampanii wyborczej i wyborów prezydenckich w Stanach Zjednoczonych w 2012 oraz do Nowego Jorku na 10. rocznicę zamachów na World Trade Center w 2011. Relacjonował też przejście huraganu Sandy w Nowym Jorku w listopadzie 2012.
Jako korespondent zagraniczny relacjonował również papieskie pielgrzymki w Polsce (1999, 2002, 2006 r.), w Niemczech (2005 r.), w USA (2008 r.), w Izraelu (2009) oraz w Czechach (2009 r.), jak również śmierć i pogrzeb papieża Jana Pawła II, konklawe 2005 i beatyfikację Jana Pawła II. Był wysłannikiem Polskiego Radia relacjonującym zakończenie pontyfikatu Benedykta XVI oraz konklawe 2013 zakończonego wyborem papieża Franciszka. Relacjonował także przebieg szczytu klimatycznego ONZ w Kopenhadze w grudniu 2009, w grudniu 2010 r. kryzys finansowy w Irlandii, a w lipcu 2015 r. kryzys finansowy w Grecji.
10 kwietnia 2010 był jednym z 13 dziennikarzy, którzy lecieli w delegacji z prezydentem RP Lechem Kaczyńskim do Smoleńska. Dzień przed wylotem podjęto decyzję, że dziennikarze towarzyszący prezydentowi polecą do Smoleńska samolotem Jak-40, a nie jak zazwyczaj, samolotem Tu-154M. Powodem była zbyt duża liczba chętnych na wylot z prezydentem.
Był współautorem specjalnego wydania Lata z Radiem z bazy w Ghazni w Afganistanie, poświęconego polskim żołnierzom. Audycja pt. „Operacja Foka” była pierwszym takim przedsięwzięciem w historii polskiej radiofonii.
Stypendysta International Visitor Leadership Program rządu Stanów Zjednoczonych. W 2005 otrzymał nagrodę Kolegium Szkół Wyższych Krakowa, a w 2006 nagrodę Parlamentu Studentów RP za publikacje dotyczące środowiska uniwersyteckiego. W 2002 zagrał rolę dziennikarza w spektaklu Teatru Polskiego Radia „Britney” w reż. Wojciecha Markiewicza u boku Edwarda Linde-Lubaszenki oraz Ewy Kolasińskiej. Jest też miłośnikiem latania i samolotów.